# Badminton à Madagascar
 (avril 2025).
Motif : Pas de sources secondaires centrées
- Archive Wikiwix
- Bing
- Cairn
- DuckDuckGo
- E. Universalis
- Gallica
- Google
- G. Books
- G. News
- G. Scholar
- Persée
- Qwant
- (zh) Baidu
- (ru) Yandex
- (wd) trouver des œuvres sur Wikidata

| 1. | Préciser le motif de la pose du bandeau. | Précisez le motif de la pose du bandeau en utilisant la syntaxe suivante : {{admissibilité à vérifier\|date=juillet 2025\|motif=remplacez ce texte par le motif}}                           |
| 2. | Informer les utilisateurs concernés.     | Pensez à avertir le créateur de l'article, par exemple, en insérant le code ci-dessous sur sa page de discussion : {{subst:avertissement admissibilité à vérifier\|Badminton à Madagascar}} |

 (mai 2025).
Le badminton à Madagascar est une discipline sportive en développement. Il est encadré par la Fédération Malgache de Badminton (FMBad), affiliée aux instances internationales telles que la Fédération internationale de badminton (BWF) et la Confédération africaine de badminton (BCA).

## Histoire
Le badminton a été introduit à Madagascar dans les années 1990, principalement dans les grandes villes comme Antananarivo. Le sport s’est développé grâce à l’initiative de passionnés et d’éducateurs sportifs.
La Fédération Malgache de Badminton (FMBad) a été créée en 1999, et a obtenu son affiliation à la BWF en 2000.

## Organisation
La FMBad est responsable :
- de la promotion du badminton à Madagascar,
- de la formation des jeunes joueurs et des entraîneurs,
- de l’organisation de compétitions nationales et régionales,
- de la représentation de Madagascar aux tournois internationaux.

## Compétitions
Chaque année, la FMBad organise un championnat national regroupant des clubs issus de plusieurs régions. Les tournois universitaires et scolaires sont également encouragés pour former une relève compétitive.

## Équipe nationale
L'équipe nationale de badminton de Madagascar participe aux compétitions africaines, notamment aux Jeux de la Zone 7 et aux championnats africains de badminton. Malgré des moyens limités, elle a réussi à se faire remarquer par son engagement.
En 2023, Madagascar a participé aux Championnats d’Afrique juniors de badminton organisés en Ouganda.

## Défis et perspectives
Le badminton à Madagascar fait face à plusieurs défis :
- manque de salles adaptées,
- budget limité pour les déplacements internationaux,
- manque d'équipements.

Néanmoins, plusieurs projets de développement sont en cours, notamment en partenariat avec la BWF via le programme Shuttle Time, qui vise à développer la pratique du badminton dans les écoles.